# Suck My Kiss
Suck My Kiss е сингъл на американската фънк рок група Ред Хот Чили Пепърс. Това е петата песен от супер успешния Blood Sugar Sex Magik.
За видеоклипа на песента са използвани кадри от документалния филм „Funky Monks“ на Гавин Боудън и също така клип от завръщането на американската армия от първата война в залива.
Сингълът е включен в компилацията Greatest Hits.